# Azumi
Azumi (あずみ?) es una serie manga creado por Yū Koyama, más tarde adaptada al cine con el mismo nombre. Se refiere al nombre del personaje, una joven mujer perteneciente a un equipo de asesinos, acusada de matar a tres señores de la guerra que amenazan al Japón Feudal con una ola de guerra y derramamiento de sangre. Recibió un Premio de Excelencia en el 1997 Japan Media Arts Festival y el Premio Shōgakukan en 1998.

## Argumento
Azumi se centra en la vida de la mujer asesina Azumi. El manga comienza un número indeterminado de años después de la Batalla de Sekigahara, el manga introduce a los personajes en la corriente principal de la historia. Muchas de las primeras misiones de asesinato que Azumi se compromete a realizar son los asesinatos de prominentes simpatizantes y los generales del clan Toyotomi, contra el que el clan Tokugawa espera ir a la guerra una vez más. El manga 'revela' que muchos de los dirigentes que Toyotomi convenientemente muertos de enfermedades o accidentes antes del enfrentamiento final entre los Toyotomi y Tokugawa eran en realidad víctimas de asesinatos de Azumi y sus compañeros, lo que indica al lector cuando los acontecimientos se estaban llevando a cabo.
Azumi es criada por un anciano conocido como "JII" (abuelo), cuyo nombre ,Gensai Obata,se reveló más tarde, como la única niña entre los otros nueve  niños pequeños. Son aislados del resto de la sociedad en un pequeño valle llamado "Kiridani" (Niebla del Valle) hasta tal punto que no saben la diferencia entre hombres y mujeres, lo que es un bebé, o las costumbres como el matrimonio. A principios del manga, como parte de su formación, Azumi y sus compañeros se les permite ir a una pequeña comunidad de ninjas para aprender los conceptos básicos de Ninjutsu.
El manga establece un escalofriante tono desde el principio. Los 10 guerreros escogidos, que son todos niños de corta edad (Azumi tiene su primer periodo después de sus primeras misiones, por lo que parece ser entre 10-12 años de edad en el inicio de la manga) se dice JII de que han terminado su formación. Para su primera misión JII les dice de formar una pareja con la persona entre los 10 que se sienten más cercano. Azumi hace pareja con Natchi, y todos los otros ocho hacen pareja con sus amigos más cercanos. Después de haber formado las parejas, JII les dice su primera misión es matar a su pareja - quien es demasiado débil para matar a su pareja es demasiado débil para cumplir la auténtica misión. Sin medios de supervivencia ni escapatoria, la única manera de sobrevivir es matar a su pareja. Los doce niños luchan cada uno con sus respectivos compañeros, y Azumi asesina Natchi, lo que traumatiza a Azumi profundamente, pero ella esconde sus sentimientos, al igual que los demás.
Su segunda misión es matar a toda persona en la aldea de los ninja, incluidos mujeres, niños, bebés, y a quienes por mucho tiempo fueron sus maestros. Azumi duda, y es incapaz de matar a un bebé, una tarea que uno de sus 
compañeros ejecuta sin compasión.
Los cinco guerreros restantes proceden a ir a las misiones de asesinato de los diferentes e importantes partidarios de la facción Toyotomi. Azumi gradualmente empieza a sentir dudas sobre la moralidad de matar, sino que se dijo en repetidas ocasiones, bastante la verdad, que si sus objetivos se mantuvo vivo, la próxima guerra entre los Toyotomi y Tokugawa que será mucho más horrible y en consecuencia aún con más muertes inocentes.

## Adaptaciones fílmicas
Azumi fue adaptado dentro de una popular y extremadamente violenta película de acción por Ryuhei Kitamura en el 2003. Ganó su primera exposición internacional cuando fue al aire en el WOWOW red de televisión por satélite. Una secuela, Azumi 2: Death or Love, dirigida por Shusuke Kaneko, en el 2005.

### Azumi
La película fue producida por Mataichiro Yamamoto, y ha sido distribuido a los EE. UU. por su empresa, Urban Vision Entertainment, en su sello AsiaVision. La película recibió una limitada proyección en salas de cine a nivel nacional a partir de julio de 2006 con un DVD en libertad el 21 de noviembre de 2006. Azumi ha sido emitido en televisión en el UK, en el Film4 channel, y en Suecia en el Swedish Viasat six. 
Trama
Después de la Batalla de Sekigahara, un samurái es encomendado por el shogunato de Tokugawa para formar una banda de asesinos para acabar con los aliados de Toyotomi y a otros ambiciosos señores de la guerra, para prevenir otra guerra civil.
Azumi (interpretada por Aya Ueto) es una niña, de 7-8 años de edad, encontrada por el maestro samurái Gessai, interpretado por Yoshio Harada, y su séquito de jóvenes estudiantes; ella estaba de rodillas, sin emociones visibles, junto al cuerpo de su madre muerta. Azumi es entrenada en las habilidades marciales de samurái y manejo de espada la lucha contra el shinobi, y el arte del asesinato. Azumi y sus compañeros de clase, ahora en la edad adulta joven, constantemente se le dijo acerca de una "misión" que debe cumplir, aunque no tienen idea de lo que esta misión está todavía. 
Antes de que establezca en su misión, su maestro les da órdenes de formar pareja con su mejor amigo y luego les revela la aterradora misión, cuyo objetivo principal era la de asesinar a su compañero. Su principal misión es matar a los Señores de la Guerra: Asano Nagamasa, Masayuki Sanada y Kiyomasa Kato. Aparte de los Señores de la Guerra, Azumi deberá también hacer frente a un narcisista mercenario, Bijomaru Mogami. Mogami es muy femenino en apariencia, visto el uso de maquillaje, tener el pelo largo y siempre lleva alrededor de una rosa. Él mata a uno de los amigos de Azumi y es el último villano que Azumi tiene que luchar en la película. Azumi y Bijomaru lucha a un punto muerto cuando Bijomaru, ya demente, encaje. Él se convierte en temerario y Azumi lo decapita.
Actores
| - Aya Ueto ............ Azumi - Shun Oguri .......... Nachi - Hiroki Narimiya ..... Ukiha - Kenji Kohashi ....... Hyuga - Takatoshi Kaneko .... Amagi - Yuma Ishigaki ....... Nagara - Yasutaka Sano ....... Yura | - Shinji Suzuki ....... Awa - Eita Nagayama ....... Hiei - Shogo Yamaguchi ..... Komoru - Kazuki Kitamura ..... Inoue, Kanbe'e - Kenichi Endo ........ Sajiki Isshin - Kazuya Shimizu ...... Sajiki Nisai - Ryo Osowareru ....... Haha-Oya | - Yoshio Harada ....... Gessai - Masatō Ibu .......... Nagamasa Asano - Minoru Matsumoto .... Saru - Joe Odagiri ......... Bijomaru Mogami - Aya Okamoto ......... Yae - Hideo Sakaki ........ Nagato - Naoto Takenaka ...... Kiyomasa Kato - Yashikaru Izuwa...... Kenji Hiroshima |  |

### Azumi 2: Death or Love
Inmediatamente después de los finales de la primera película, Azumi y su amigo restante Nagara son atrapados por los hombres de un Señor de la Guerra al que ella recientemente había asesinado. Una vez escapan, ellos se separan y unen sus fuerzas con la resistencia local y un grupo de bandidos para matar al Señor de la Guerra restante y así traer la paz a Japón. Para hacer las cosas aún más complicadas para Azumi, ella también debe enfrentar sus sentimientos en lo que se refiere a Ginkaku, un luchador que tiene el mismo parecido a su difunto amigo Nachi.